# كونيميوس دي أباخو
كونيميوس دي أباخو (بالإسبانية: Condemios de Abajo)‏ هي بلدية في مقاطعة وادي الحجارة في كاستيا-لا مانتشا بإسبانيا. ووفقًا لإحصاء سكان عام 2004 الذي أجراه المعهد الوطني للإحصائيات بإسبانيا, فقد بلغ عدد سكانها 29 نسمة.